# Josat
Josat é uma comuna francesa na região administrativa de Auvérnia-Ródano-Alpes, no departamento de Alto Loire. Estende-se por uma área de 12,09 km². Em 2010 a comuna tinha 88 habitantes (densidade: 7,3 hab./km²).